# Shon Coleman
Shon Coleman (Memphis, 25 novembre 1991) è un giocatore di football americano statunitense che milita nel ruolo di offensive tackle per i San Francisco 49ers della National Football League (NFL).

## Carriera professionistica

### Cleveland Browns
Coleman al college giocò a football con gli Auburn Tigers dal 2013 al 2015, dopo avere perso i primi due anni per combattere la leucemia. Fu scelto nel corso del terzo giro (76º assoluto) nel Draft NFL 2016 dai Cleveland Browns. Debuttò come professionista nel sesto turno contro i Tennessee Titans  e concluse la sua stagione da rookie con 7 presenze, nessuna delle quali come titolare.

### San Francisco 49ers
Nel 2018 Coleman fu scambiato con i San Francisco 49ers. Nella prima gara della pre-stagione 2019 si fratturò una caviglia, chiudendo subito la sua stagione. Nella stagione 2020 decise di non scendere in campo a causa della pandemia di COVID-19.